# Аеромакіяж

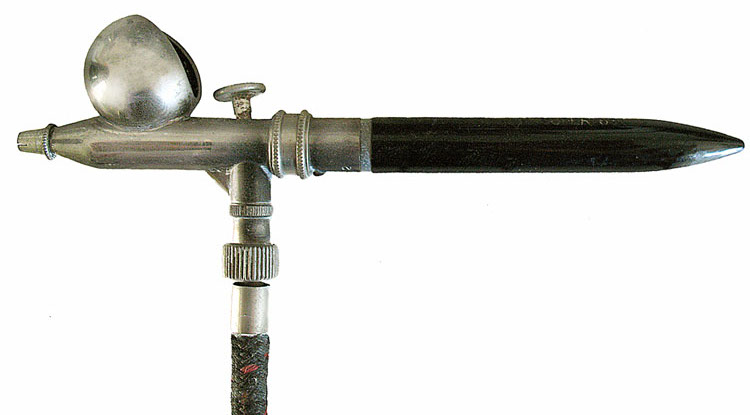
Аерограф з компресором

Аеромакія́ж, безконтактний макіяж — це розпилення косметики на водній, спиртовій або силіконовій основі за допомогою компресора й аерографа.

## Історія

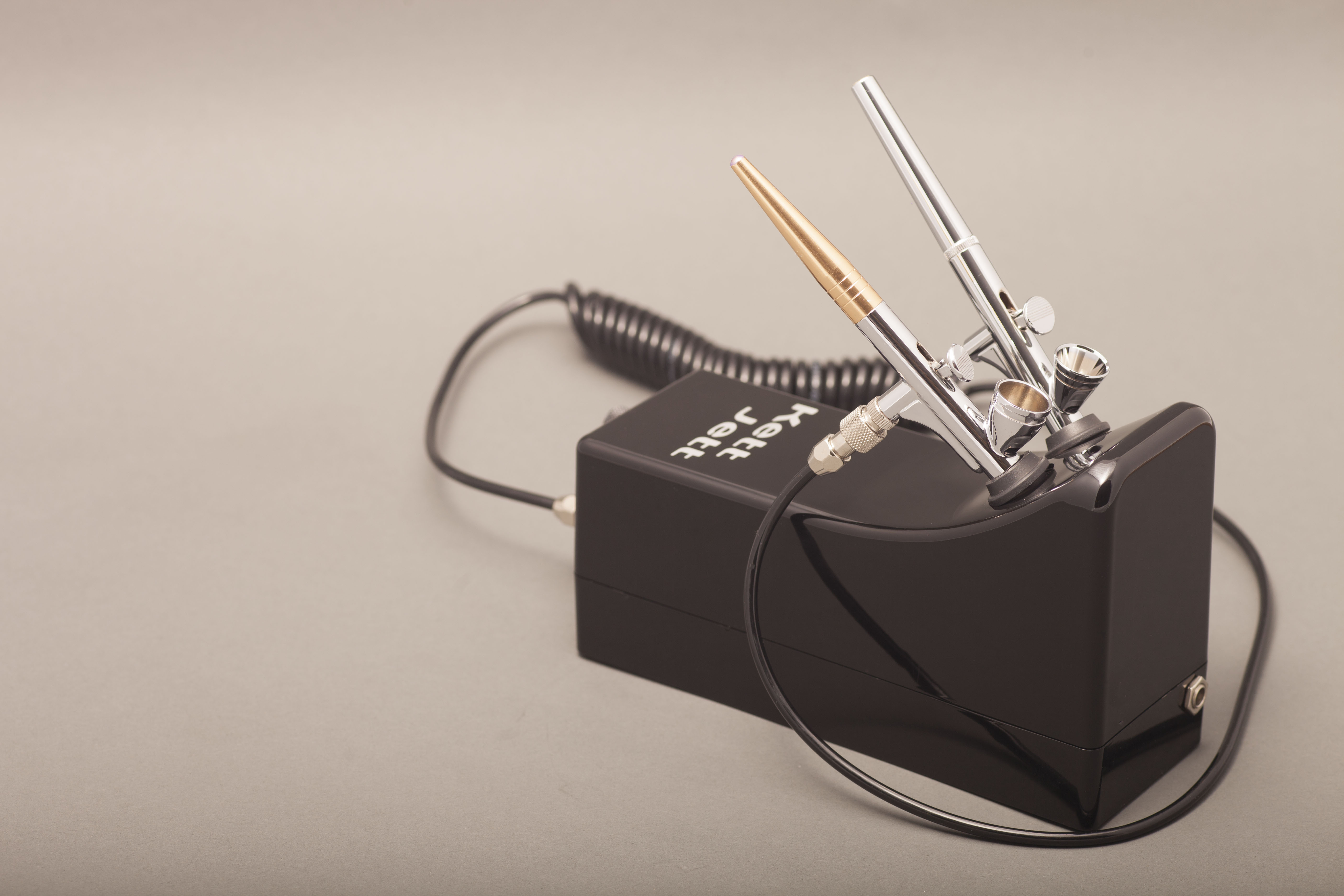

Аерографія — спосіб нанесення кольору на поверхню за допомогою розпилення кольорових пігментів під тиском, створеним повітряним компресором. Техніка безконтактного макіяжу з'явилася понад півстоліття тому. Вперше вона була використана в художньому фільмі «Бен-гур» (1959), коли виникла потреба зробити штучну засмагу тисячі статистів за короткий період часу. Нова хвиля популярності накрила аерографію у 70-х роках. Причиною її розвитку знову стала індустрія кінобизнесу та вимоги  миттєвого гриму. Тим часом, візажисти телебачення також взяли аерографи на озброєння.
Невдовзі, коли з'явилися камери з високою роздільною здатністю, аероподи стали доступними за межами знімальних майданчиків і були обов'язковими інструментами кожного візажиста. Сьогодні в США та Європі аеромакіяж - загальнодоступна послуга, якою люди можуть скористатися у будь-якому салоні краси або косметологічному центрі.

## Особливості

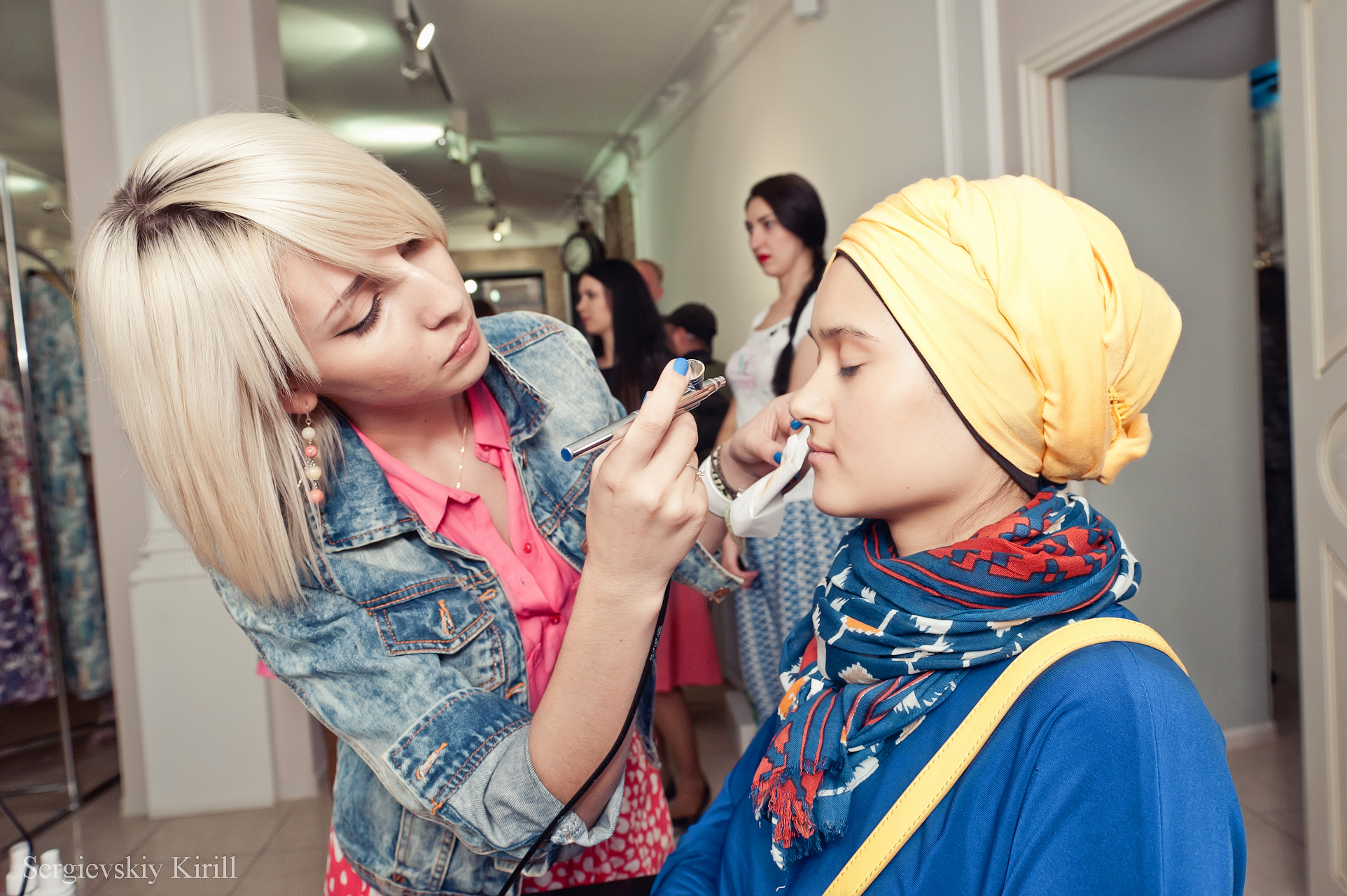

- Підвищена сумісність з чутливою шкірою, схильної до алергії, высипань і роздратуванню. Нанесення тону аерографом — це гарантія гігієнічності. Завдаючи тон пензлем або спонжем на вражену акне шкіру, можливе рознесення інфекції на інші ділянки обличчя, у разі з аерографом такої проблеми не буде.
- Щоб створити якісне покриття спонжем або пензлем необхідне глибоке нанесення косметики, що закупорює пори шкіри. При нанесенні спеціальної косметики аерографом можна створити ідеальний тон та залишити шкіру "дихати".
- Аеромакіяж — гарантія бездоганного маскування нерівностей і вугрів. Він не тільки дозволяє наносити косметику без контакту з клієнтом (пензлі, спонжі, руки візажиста не торкаються обличчя), але й лягає рівномірно тонким шаром, не закупорюючи ямочки та нерівності. Традиційний метод make up може лише приховати нерівний колір обличчя, але змагатися з «рельєфом» йому не під силу.
- За допомогою аеромакіяжа можливо приховати пігментні плями або татуювання, сліди від опіків та невеликі рубці. Аерограф може впоратися навіть з лущенням шкіри та зморшками.
- Нанесення макіяжу за допомогою аерографа відбувається швидше, ніж класичними способами, що важливо як для знімальної команди, так і для простого клієнта в салоні.
- Завдяки тонкому шару макіяж, нанесений аерографом, ліпше зберігається на знімальному майданчику й не піддається впливу штучного освітлення. Аеромакіяж не вимагає регулярних коригувань,на відміну від класичного макіяжу.
- На відміну від миття й знежирення пензлів, догляд за аерографом для макіяжу простий та швидкий. Його достатньо промити водою або очищуючим розчином.[4]

Аерограф для макіяжу володіє малим розміром вихідного отвору (від 2,5 мм), що забезпечує тонке, але стійке покриття: силіконова або спиртова основа косметики не дозволяє зовнішнім чинникам (сніг, дощ, сльози) впливати на покриття, а невагомий шар захищає від розмивання. Аеромакіяж може триматися до 24 годин, а змивається за допомогою звичайного тоніка або молочка.
Техніка Airbrush дозволяє досягти таких ефектів, котрі дуже тяжко відтворити пензлем або спонжем. Вона прискорює процес, дозволяє відтворювати як плавні переходи, так і найтоншу деталізацию. Цією технікою можна користуватися  як у чистому вигляді, так і комбінувати з класичними техніками. Нині візажисти все частіше використовують техніку Airbrush у своїй роботі. В США понад 50 % візажистів працюють аерографами або комбінованою технікою.

## Види аерографів для макіяжу
- За типом управління: одинарної, подвійної дії.
- За типом подачі матеріалу, розташуванням та об'ємом бака для фарби: верхня, нижня, бічна підводка і підводка під тиском для дуже в'язких матеріалів.
- За посадкою та розміром сопла (через яке розпиляється фарба).
- За наявністю механізмів і попередніх налаштувань.
- За робочими атмосферами.[7]

## Види косметики
Декоративна косметика для аеромакіяжу існує у таких  формулах:
- На водній основі: подрібнені пігменти,які розсіюються у воді; підходить для щоденного використання.
- ПолІмерно-водній основі: суміш води, полімерів і пігментів. Коли засіб наноситься аерографом на шкіру, полімер висихає, залишаючи суцільне покриття.
- Полімер-SD40-спиртова основа: замість того, щоб використовувати воду як в полімерно-водній основі формули, тут використовується спирт, який допомагає з висиханням макіяжу на шкірі і забезпечує його стійкість.
- На спиртовій основі: формули спиртові, як правило, використовуються при створенні стійких макіяжів до 24 годин; не підходять для щоденного використання.
- На основі силікону: для більш щільного нанесення, без вицвітання; не бажаний для щоденного використання. Застосовується для театрального і кінематографічного гриму.[2]